# Chester Beach
Pour les articles homonymes, voir Beach.
Chester A. Beach, né le 23 mai 1881 à San Francisco et mort le 6 août 1956, est un sculpteur et médailleur américain.

## Parcours
Formé à l'Académie Julian (Paris), Chester Beach est essentiellement connu pour ses bustes et son travail de gravure sur les médailles et pièces de monnaie.
En 1913, il est sélectionné comme sculpteur pour présenter ses œuvres à l'Armory Show.

## Œuvre

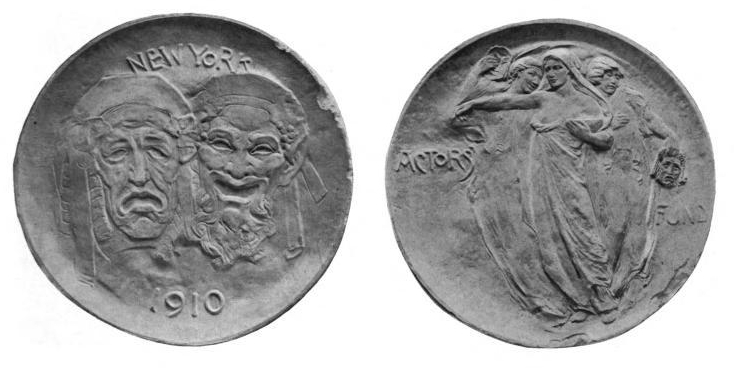
Actors Fund Medal of Honor (en) (1910)
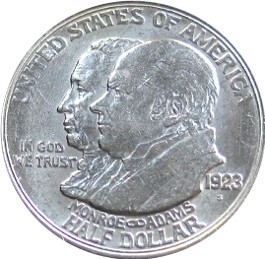
Monroe Doctrine Centennial half dollar (en) (1923)
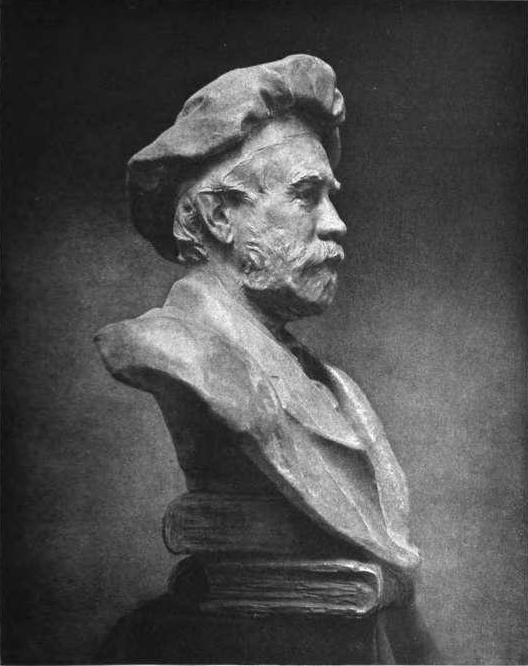
Buste de Theodore Low De Vinne
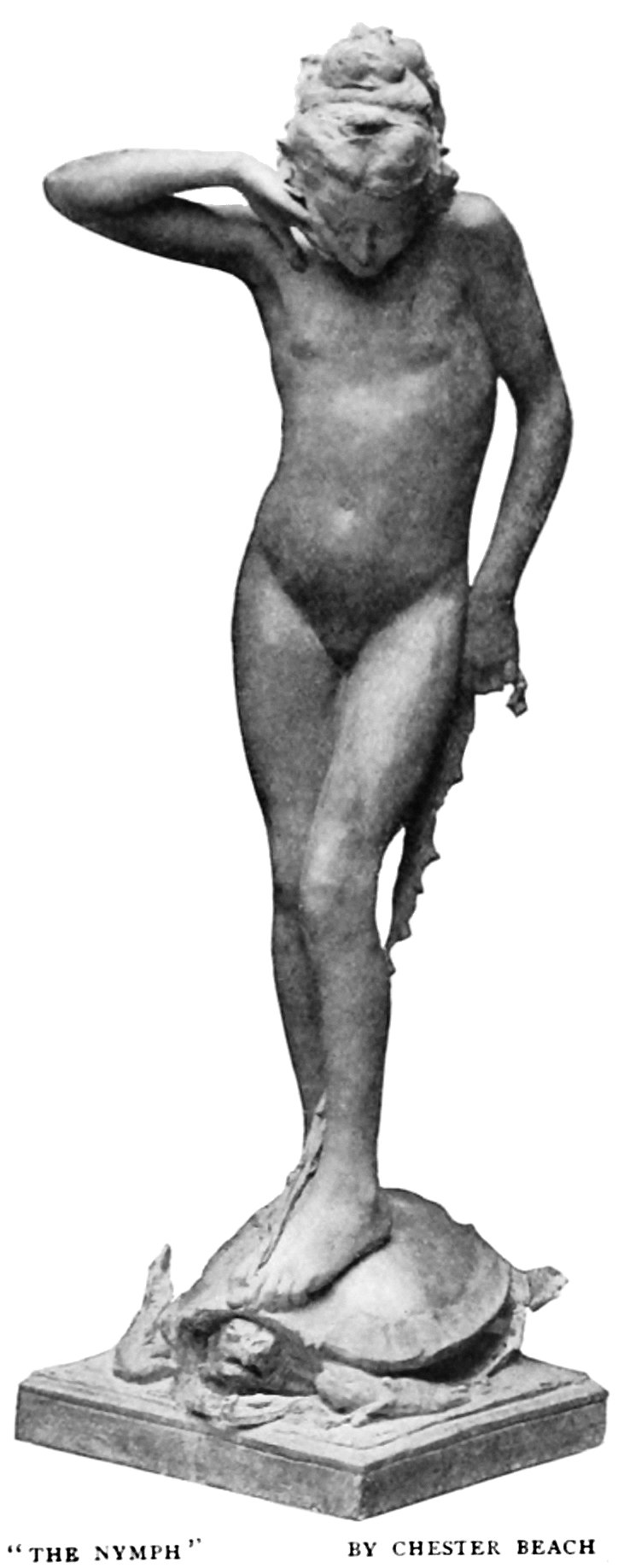
The Nymph
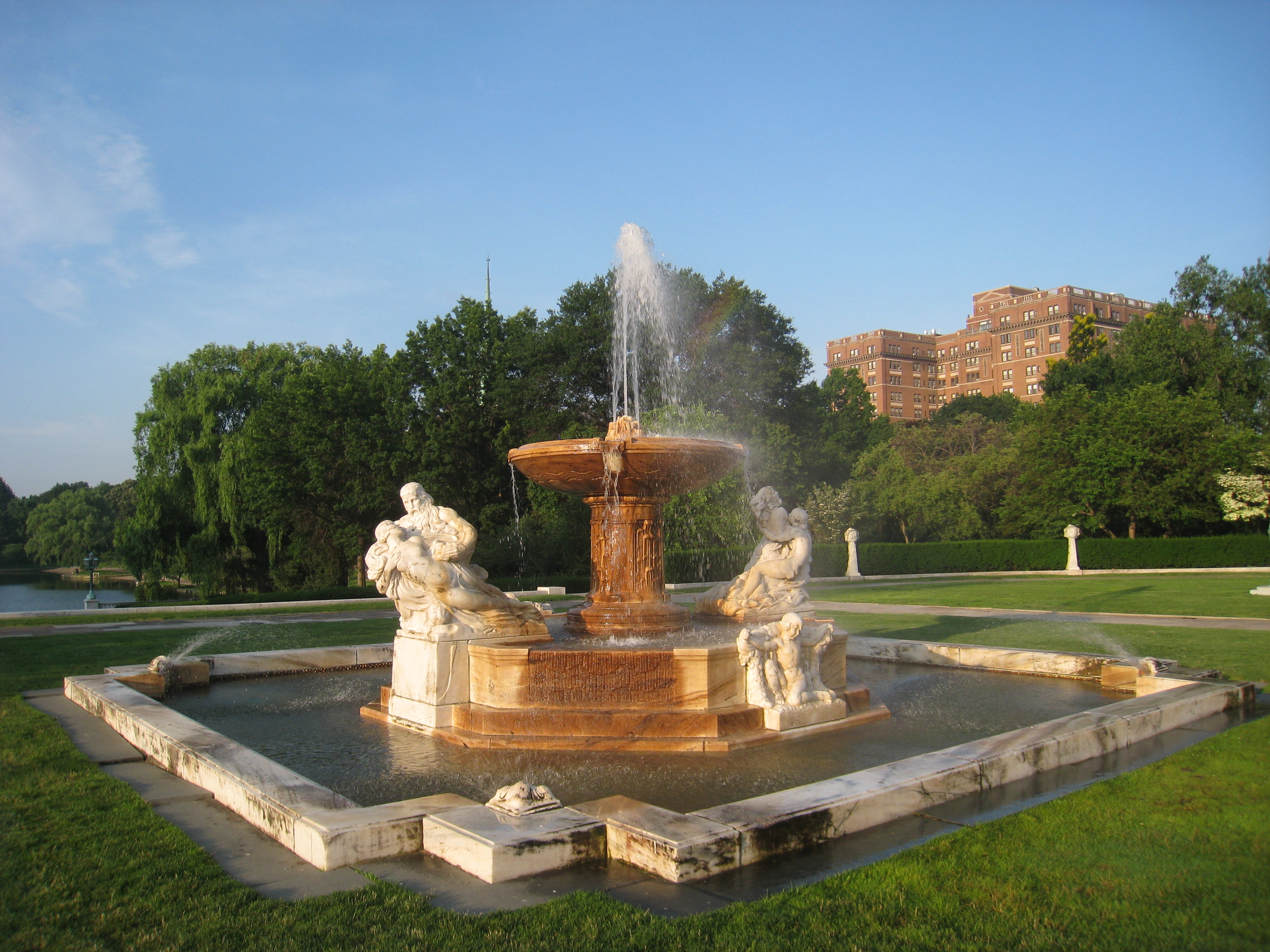
Fountain of the Waters au Cleveland Museum of Art